# Parlamentsvorsteher (Deutschland)
Parlamentsvorsteher ist in einigen deutschen Ländern die (nicht-amtliche) Bezeichnung für den gewählten Vorsitzenden der kommunalen Vertretungskörperschaft der Gemeinden oder Kreise (kommunale Gebietskörperschaften). Die Gesetzessprache kennt die Bezeichnung Parlamentsvorsteher für kommunale Volksvertretungen nicht, sie ist vielmehr eine Sammelbezeichnung in der Wissenschaft für die verschiedenen Vorsteher- und Vorsitzendenbezeichnungen und der in den Interessenverbänden der Kommunen; so hat z. B. der Hessische Städte- und Gemeindebund eine Arbeitsgemeinschaft der Stadtverordnetenvorsteher/innen und Vorsitzenden der Gemeindevertretungen, die im Jargon oft als Parlamentsvorsteher-AG bezeichnet wird.
Die Mehrheit der deutschen Länder kennt allerdings auch einen gewählten Parlamentsvorsteher nicht, in diesen Ländern ist kraft Gesetzes meist der Bürgermeister oder Landrat Vorsitzender der jeweiligen kommunalen Volksvertretung.
Die amtlichen Bezeichnungen für die Parlamentsvorsteher sind nicht einheitlich, denn es handelt sich bei den kommunalen Volksvertretungen nicht um Parlamente und nicht um Organe der Legislative (im Gegensatz zu den Volksvertretungen der Staaten); die Zahl der Mandatsträger in Parlamenten lag 1982 bei ca. 2000, die der Mandatsträger in kommunalen Volksvertretungen bei 200.000. Demgemäß gibt es verschiedene Bezeichnungen in den Kommunalverfassungsgesetzen sowohl für die unterschiedlichen Vertretungskörperschaften wie für deren Vorsitzende. So ist der gewählte Vorsitzende in Thüringen Vorsitzender des Gemeinderats, in den brandenburgischen und hessischen Gemeinden Vorsitzender der Gemeindevertretung, in den Kreisen oder Landkreisen Vorsitzender des Kreistags (oder Kreistags- bzw. Kreispräsident) usw. Die Vertretungskörperschaften werden nicht nur im Jargon der Kommunalpolitiker, sondern auch in der Wissenschaft häufig als (Kommunal-)Parlamente bezeichnet (daher die Bezeichnung Parlamentsvorsteher). Einzelne Vorschriften dieser Gesetze verleihen den Parlamentsvorstehern eigene Zuständigkeiten, Befugnisse und wenige (subjektive) Rechte.

## Liste der Bezeichnungen der kommunalen Volksvertretungen, der Volksvertreter und der Parlamentsvorsteher in Gebietskörperschaften der deutschen Länder
| Land Amtl. Abkürzung der Kommunalgesetze                                                                    | Bezeichnung der Volksver- tretung der Gebietskörperschaft                                                        | Bezeichnung der Volksvertreter                                                            | Gemeinde- verbände (Ämter o. Ä.*)                         | Bezeichnung des Parlamentsvorstehers | Amt kraft …            |
| --- | --- | ----------------------------------------------------------------------------------------- | --------------------------------------------------------- | --- | ---------------------- |
| Gemeinden und Kreise mit von der Volksvertretung gewählten Parlamentsvorstehern                             | |                                                                                           |                                                           | |                        |
| Brandenburg BbgKVerf                                                                                        | G: Gemeindevertretung S: Stadtverordnetenversammlung K: Kreistag                                                 | G: Gemeindevertreter S: Stadtverordnete K: Kreistagsabgeordneter                          | ja (Ämter)                                                | G: In amtsangehörigen Gemeinden: ehrenamtlicher Bürgermeister G: In amtsfreien Gemeinden Vorsitzender der Gemeindevertretung S: Vorsitzender der Stadtverordnetenversammlung K: Vorsitzender des Kreistags   | Wahl                   |
| Bremen nur Bremerhaven VerfBrhv                                                                             | Stadtverordnetenversammlung                                                                                      | Stadtverordneter                                                                          | nein                                                      | Stadtverordnetenvorsteher | Wahl                   |
| Hessen G: HGO K: HKO                                                                                        | G: Gemeindevertretung S: Stadtverordnetenversammlung K: Kreistag                                                 | G: Gemeindevertreter S: Stadtverordneter K: Kreistagsabgeordneter                         | nein                                                      | G: Vorsitzender der Gemeindevertretung S: Stadtverordnetenvorsteher K: Vorsitzender des Kreistags | Wahl                   |
| Mecklenburg-Vorpommern KV M-V                                                                               | G: Gemeindevertretung S: Stadtvertretung In den Hansestädten: Bürgerschaft K: Kreistag                           | G: Mitglied der Gemeindevertretung S: Mitglied der Stadtvertretung K: Kreistagsmitglieder | ja (Ämter)                                                | G: In hauptamtl. verwalteten Gemeinden: Vorsitzender der Gemeindevertretung G: In ehrenamtl. verwalteten Gemeinden: Bürgermeister S: Stadtvertretervorsteher K: Kreistagspräsident                           | Wahl                   |
| Niedersachsen NKomVG                                                                                        | G: Rat S: Rat K: Kreistag                                                                                        | G: Ratsfrau/Ratsherr S: Ratsfrau/Ratsherr K: Kreistagsabgeordneter                        | ja (Samtge- meinden)                                      | G: Vorsitzender S: Vorsitzender K: Vorsitzender des Kreistags | Wahl                   |
| Land Amtl. Abkürzung der Kommunalgesetze                                                                    | Bezeichnung der Volksver- tretung der Gebietskörperschaft                                                        | Bezeichnung der Volksvertreter                                                            | Gemeinde- verbände (Ämter o. Ä.*)                         | Bezeichnung des Parlamentsvorstehers | Amt kraft …            |
| Sachsen-Anhalt KVG LSA                                                                                      | G: Gemeinderat VG: Verbandsgemeinderat S: Stadtrat K: Kreistag                                                   | G: Gemeinderat VG: Verbandsgemeinderat S: Stadtrat K: Kreistagsmitglied                   | ja (Verbands- gemeinden**)                                | G: Vorsitzender VG: Vorsitzender S: Vorsitzender K: Vorsitzender | Wahl                   |
| Schleswig-Holstein GO SH                                                                                    | G: Gemeindevertretung In kleinen Gemeinden (bis zu 70 Einw.): Gemeindeversammlung S: Stadtvertretung K: Kreistag | G: Gemeindevertreter S: Stadtvertreter K: Kreistagsabgeordneter                           | ja (Ämter)                                                | G: Vorsitzender der Gemeindevertretung (in Gemeinden mit hauptamtl. Bürger- meister: Bürgervorsteher) S: Bürgermeister (bei amtsan- gehörigen Gemeinden oder durch Hauptsatzungbestimmung) K: Kreispräsident | Wahl                   |
| Gemeinden und Kreise mit nicht von der Volksvertretung gewählten Parlamentsvorstehern (Wahl aber möglich)   | |                                                                                           |                                                           | |                        |
| Bremen nur Stadt Bremen als Kommune (Artikel 143 und 145 Landesverfassung)                                  | Stadtbürgerschaft                                                                                                | Mitglied der Bürgerschaft                                                                 | nein                                                      | Präsident der Bürgerschaft (Beschluss erforderlich) | Verfassung/ Wahl mögl. |
| Thüringen ThürKO                                                                                            | G: Gemeinderat S: Stadtrat K: Kreistag                                                                           | G: Gemeinderatsmitglied S: Stadtratsmitglied K: Kreistagsabgeordneter                     | ja                                                        | G: Bürgermeister/ Vorsitzender d. Gemeinderats (Hauptsatzgsbestimmg. erforderlich) K: Landrat/ Vorsitzender des Kreistags (Hauptsatzgsbestimmg. erforderlich)                                                | Gesetzes/ Wahl mögl.   |
| Land Amtl. Abkürzung der Kommunalgesetze                                                                    | Bezeichnung der Volksver- tretung der Gebietskörperschaft                                                        | Bezeichnung der Volksvertreter                                                            | Gemeinde- verbände (Ämter o. Ä.*)                         | Bezeichnung des Parlamentsvorstehers | Amt kraft …            |
| Gemeinden und Kreise mit Parlamentsvorstehern kraft Amtes, sie werden nicht von der Volksvertretung gewählt | |                                                                                           |                                                           | |                        |
| Baden-Württemberg G: GemO K: LKrO                                                                           | G: Gemeinderat S: Gemeinderat K: Kreistag                                                                        | G: Gemeinderäte S: Stadträte K: Kreisräte                                                 | nein                                                      | G: Vorsitzender/Bürgermeister S: Vorsitzender/Bürgermeister/ Oberbürgermeister K: Landrat | Gesetzes               |
| Bayern G: GO K: LKrO                                                                                        | G: Gemeinderat S: Stadtrat K: Kreistag                                                                           | G: Gemeinderatsmitglied S: Stadtratsmitglied K: Kreisräte                                 | nein                                                      | G: Erster Bürgermeister S: Erster Bürgermeister/ Oberbürgermeister K: Landrat | Gesetzes               |
| Berlin keine Gemeindeordnung                                                                                | Abgeordnetenhaus (Landesparlament)                                                                               | —                                                                                         | —                                                         | — | —                      |
| Hamburg keine Gemeindeordnung                                                                               | Bürgerschaft (Landesparlament)                                                                                   | —                                                                                         | —                                                         | — | —                      |
| Nordrhein-Westfalen GO NRW                                                                                  | G: Rat der Gemeinde S: Rat der Stadt K: Kreistag                                                                 | G: Ratsmitglied S: Ratsmitglied K: Kreistagsabgeordneter                                  | —                                                         | G: Bürgermeister S: Bürgermeister In kreisfreien Städten: Oberbürgermeister K: Landrat | Gesetzes               |
| Rheinland-Pfalz GemO                                                                                        | OG: Gemeinderat VG: Verbandsgemeinderat S: Stadtrat K: Kreistag                                                  | OG: Ratsmitglied VG: Ratsmitglied S: Ratsmitglied K: Kreistagsmitglied                    | ja (Verbands- gemeinden**)                                | OG: Ortsbürgermeister VG: Bürgermeister S: Bürgermeister In kreisfreien und großen kreisangehörigen Städten: Oberbürgermeister K: Landrat                                                                    | Gesetzes               |
| Saarland KSVG                                                                                               | G: Gemeinderat S: Stadtrat K: Kreistag                                                                           | G: Mitglied des Gemeinderats S: Mitglied des Stadtrats K: Mitglied des Kreistags          | nein                                                      | G: Vorsitzender des Gemeinderats S: Vorsitzender des Stadtrats K: Vorsitzender des Kreistags | Gesetzes               |
| Sachsen SächsGemO                                                                                           | G: Gemeinderat S: Stadtrat K: Kreistag                                                                           | G: Gemeinderat S: Stadtrat K: Kreisrat                                                    | nein (Verwaltungs- verband; Verwaltungs- gemeinschaft***) | G: Bürgermeister S: Bürgermeister/ Oberbürgermeister K: Landrat | Gesetzes               |

OG = Ortsgemeinde, G = Gemeinde, VG = Verbandsgemeinde, S = Stadt, K = Kreis/Landkreis – *) Verbände: Ämter, Samtgemeinden, Verwaltungsgemeinschaften; **) Verbandsgemeinden in Rheinland-Pfalz und Sachsen-Anhalt sind Gebietskörperschaften mit den entsprechenden Hoheitsrechten; ***) Verwaltungsverband und Verwaltungsgemeinschaft sind keine Gebietskörperschaften

## Kommunalverfassungsrechtliche Gesetze in den deutschen Ländern mit Gebietskörperschaften und gewählten Parlamentsvorstehern
Die nachfolgend genannten einzelnen Gesetze enthalten zahlreiche Ermächtigungen zu vielfältigen rechtlichen Regelungen der Kollegialorgane durch Satzungen (Ortsrecht), insbes. die Hauptsatzung, und die Geschäftsordnung (GeschO):
Brandenburg:
 Kommunalverfassung des Landes Brandenburg (BbgKVerf) vom 18. Dezember 2007 (GVBl. I/07 [Nr. 19], S. 286), zuletzt geändert durch Artikel 4 des Gesetzes vom 10. Juli 2014 (GVBl. I/14, [Nr. 32])

Bremen:
Artikel 143 Abs. 2 der Landesverfassung: Die Stadt Bremen und die Stadt Bremerhaven bilden jede für sich eine Gemeinde des bremischen Staates.; Artikel 145 Abs. 1 der Landesverfassung: Die Verfassungen der Gemeinden werden von den Gemeinden selbst festgestellt. Durch Gesetz können dafür Grundsätze bestimmt werden.
– Ausführungsgesetz zu Artikel 145 Absatz 1 der Landesverfassung vom 23. März 2010, mehrfach geändert durch Gesetz vom 1. April 2014 (Brem.GBl. S. 243)
– Geschäftsordnung der Bremischen Bürgerschaft (18. Wahlperiode) in der Fassung des Übernahmebeschlusses vom 1. Juli 2015, zuletzt geändert am 23. September 2015 (insbesondere § 75 Anwendung der Geschäftsordnung auf die Stadtbürgerschaft…)
- Verfassung für die Stadt Bremerhaven (VerfBrhv) vom 3. Dezember 2015 (Brem.GBl, S. 670)

Hessen:

- Hessische Gemeindeordnung (HGO) in der Fassung der Bekanntmachung vom 7. März 2005 (GVBl. I S. 142), zuletzt geändert durch Artikel 1 des Gesetzes vom 28. März 2015 (GVBl I S. 158, 188)

- Hessische Landkreisordnung (HKO) in der Fassung der Bekanntmachung vom 7. März 2005 (GVBl. I S. 183), zuletzt geändert durch Artikel 2 des Gesetzes vom 28. März 2015 (GVBl. I S. 158)

Mecklenburg-Vorpommern:
 Kommunalverfassung für das Land Mecklenburg-Vorpommern (Kommunalverfassung – KV M-V) vom 13. Juli 2011, verkündet als Artikel 1 des Gesetzes über die Kommunalverfassung und zur Änderung weiterer kommunalrechtlicher Vorschriften vom 13. Juli 2011 (GVOBl. M-V, S. 777)

Niedersachsen:

Niedersächsisches Kommunalverfassungsgesetz (NKomVG) vom 17. Dezember 2010 (Nds. GVBl, S. 576), zuletzt geändert durch § 4 des Gesetzes vom 12. November 2015 (Nds. GVBl, S. 311),

Schleswig-Holstein:

- Gemeindeordnung für Schleswig-Holstein (Gemeindeordnung – GO –) in der Fassung vom 28. Februar 2003 (GVOBl. 2003, S. 57)

- Kreisordnung für Schleswig-Holstein (Kreisordnung – KrO –) in der Fassung vom 28. Februar 2003 (GVOBl. 2003, S. 94)

Thüringen:
 Thüringer Gemeinde- und Landkreisordnung (Thüringer Kommunalordnung – ThürKO –) in der Fassung der Bekanntmachung vom 28. Januar 2003 (GVBl. 2003, S. 41).

## Person und Amt des Vorstehers von kommunalen Volksvertretungen
Die von der kommunalen Volksvertretung (Gemeinderat, Gemeindevertretung/Stadtverordnetenversammlung, Kreistag o. ä.) gewählte Person bekleidet ein öffentliches Amt. Es ist ein Ehrenamt. Die gewählte Person steht in einem öffentlichen Treue- nicht aber notwendigerweise in einem Dienstverhältnis, etwa im Sinne des Beamtenrechts. In ihrer Treuepflicht hat sie in erster Linie die durch die Tradition gebotenen Regeln (Herkommen, Brauchtum) der Geschäftsordnung von Volksvertretungsorganen zu beachten, andererseits hat sie Pflichten, die ihr das Gesetz darüber hinaus auferlegt hat (z. B. Informations- und Repräsentationspflichten).
Bei formaler Betrachtung sind die Parlamentsvorsteher zweifach treuepflichtig (doppelte Loyalität), einerseits als (vom Volk) gewählter Abgeordneter (dem Gemeindewohl und dem Gewissen verpflichtet, bzw. an Wähleraufträge gebunden, wenn die einzelnen Vorsteher als Abgeordnete diese als persönliche Verpflichtung auffassen), andererseits als (von den Mitgliedern der kommunalen Volksvertretung gewählter) „Diener“ ihrer Kollegen, die Gemeinderatsmitglieder, Gemeindevertreter, Stadtverordnete, Kreistagsabgeordnete u. a. sind; einerseits sind sie als Volksvertreter weisungsfrei, aber andererseits als Vorsitzende an die Weisungen (Beschlüsse) durch ihr Organ gebunden.

## Wahl

### Wahlkörper
Der Parlamentsvorsteher wird in den Kommunen, in denen durch das Gesetz eine Wahl durch die Volksvertretung vorgeschrieben ist, von dem Organ, dem er angehört (Wählbarkeit), in der ersten Sitzung (häufig auch umgangssprachlich konstituierende Sitzung genannt) gewählt. Wahlberechtigt sind alle Mitglieder, wählbar sind ebenfalls alle Mitglieder. Die Wahl findet in einem besonderen Wahlgang statt, Stimmenmehrheit ist erforderlich. Meist hat die Hauptsatzung der Gemeinde oder des Kreises die Zahl der Vertreter des Vorsitzenden zu bestimmen bzw. auch das Wahlverfahren: Mehrheitswahl oder Verhältniswahl (möglich bei mehreren Stellvertretern), wenn für das Wahlverfahren gesetzlich nicht Anderes vorgeschrieben ist.

### Handlungsfähigkeit der Volksvertretung
Der gewählte Abgeordnete wird durch die Wahl nicht nur (individuell) Parlamentsvorsteher, rechtlich wird das Kollegialorgan erst durch diese Wahl handlungsfähig, d. h. es kann erst dann als Organ Rechtshandlungen vornehmen, also z. B. Beschlüsse fassen oder Wahlen vornehmen bzw. andere rechtserhebliche Entscheidungen treffen.

### „Alterspräsident“
Bis zur Wahl des Vorsitzenden führt das an Jahren älteste Mitglied der Vertretungskörperschaft (im Jargon Alterspräsident) den Vorsitz. Dessen Funktion erschöpft sich aber in der Leitung der Wahl des Vorstehers; andere Zuständigkeiten, Befugnisse oder Rechte hat er nicht (er ist auch nicht der Vertreter im Amt).

### Abwahl
Gewöhnlich endet das Amt des Parlamentsvorstehers mit dem Ende der Wahlzeit des Organs, dem er vorsteht. Dieses kann nach einigen Kommunalverfassungsgesetzen ein früheres Ende durch eine Abwahl herbeiführen (Beschluss). Dem Beschluss muss häufig eine qualifizierte Mehrheit (z. B. zwei Drittel der gesetzlichen Zahl der Mitglieder des Organs) zustimmen. Das Gleiche gilt auch für die Abwahl seiner Vertreter.

## Aufgaben (Zuständigkeiten, Befugnisse und Rechte)
Die Vorsteher haben eine Reihe von Aufgaben durch
- das Gesetz (die einzelnen Bestimmungen des jeweiligen Kommunalverfassungsgesetzes),
- die Geschäftsordnung ihres Organs und einige wenige auch
- durch das für das Parlament geltende Gewohnheitsrecht (wie im britischen Parlamentssystem die customs and conventions)

zugewiesen erhalten. Daraus folgen ihre Zuständigkeiten, Befugnisse und in wenigen Fällen auch eigene Rechte, die zur Erfüllung der gesetzlich bestimmten Aufgaben erforderlich sind.

### Protektor der Minderheit
Der Vorsitzende ist verpflichtet, die Arbeiten der Vertretungskörperschaft gerecht und unparteiisch zu fördern. Ihm werden in der Literatur die verschiedensten Funktionen zugeordnet, er ist
- zwar der Vertreter der Parlamentsmehrheit, der aber die Rechte und Chancen der Parlamentsminderheit wahren und fördern soll (Protektor der Minderheit[7]);
er soll aber gleichzeitig
- die Obstruktion (gezielte Hemmung oder Behinderung) verhindern, durch die die Parlamentsarbeit lahmgelegt oder wesentlich verzögert oder gestört werden kann, etwa durch Ermüdungsdebatten (z. B. in USA auch Filibuster genannt).

### „Kerngeschäft“: Sitzungsleitung
Die Angehörigen der Vertretungskörperschaften erfüllen ihre Verpflichtung vorrangig durch die Teilnahme an Sitzungen (Sitzungszwang). Die Organisation dieser Sitzungen ist Aufgabe des Vorstehers; er kann sich der Hilfe des jeweiligen Verwaltungsorgans der Gemeinde (Bürgermeister, Gemeindevorstand, Magistrat, Kreisausschuss) als seiner Geschäftsstelle bedienen (Organleihe).

#### Einberufung: Ladung, Ort und Zeit
Der Vorsitzende beruft die Abgeordneten zu den Sitzungen ein. Die Anzahl der Sitzungen bestimmt das Gesetz nicht, es schreibt meist nur die Mindestanzahl vor: in Hessen z. B. für die Gemeindevertretung mindestens alle zwei Monate einmal, der Kreistag viermal im Jahr. Häufig ist es so, dass der Kreistag vierteljährlich tagt.

#### Verhandlungsgegenstände: Tagesordnungspunkte
In der Einladung müssen die Gegenstände der Verhandlung (= Tagesordnungspunkte, abgekürzt auch TOP) angegeben werden. Der Vorsitzende setzt die Tagesordnung, insbes. die Reihenfolge der Verhandlungsgegenstände, und den Zeitpunkt der Sitzungen (Beginn und Ende) fest. Er hat sich deswegen mit dem „ausführenden Organ“ (Gemeindevorstand, Bürgermeister, Magistrat, Kreisausschuss o. ä.) ins Benehmen zu setzen (Über Vorhaben zu informieren und Bedenken anzuhören) und nur aus zwingenden Gründen von dessen Vorstellungen abzuweichen (mitunter auch pleonastisch als gesteigerte Rücksichtnahme bezeichnet).

#### Sitzungsleitung: Geschäftsordnung
Der Vorsteher leitet die Verhandlungen der Vertretungskörperschaft, er handhabt die Ordnung in den Sitzungen und übt das Hausrecht aus. Er kann gegenüber den Mitgliedern des Organs und den Besuchern (Zuhörer) Ge- und Verbote erlassen und für deren Ausführung sorgen. Unmittelbaren Zwang darf er (oder die von ihm Beauftragten) nicht ausüben, für deren Vollzug ist die Polizei zuständig. Beide Funktionen (Handhabung der Ordnung in der Sitzung und das Hausrecht) sind ihm durch Gesetz verliehen (bei den echten Parlamenten folgt dies – da eine entsprechende Anordnung in der jeweiligen Verfassung bzw. im Grundgesetz fehlt – aus der autonomen Stellung des Parlaments gegenüber den anderen Verfassungsorganen). Die Geschäftsordnung der Vertretungskörperschaft kann ihm weitere Funktionen hinsichtlich des internen Verfahrensablaufs zuweisen. Zur „Geschäftsordnung“ gehören nicht nur die Regeln, die sich die Körperschaft in einer „formellen“ Geschäftsordnung gegeben hat, sondern alle Regelungen, die zu dem materiellen Bereich eines Kodex (Gesetzsammlung) über den Ablauf der Geschäfte gehören (was auch durch einzelne Beschlüsse der Volksvertretung geschehen kann).

#### Mitwirkung bei der Beurkundung der Niederschrift
Die meisten Kommunal-Gesetze ordnen an, eine Niederschrift (Protokoll) über den Verlauf der Sitzung anzufertigen. Neben der eigentlichen Urkundsperson, dem Schriftführer, ist der Parlamentsvorsteher verpflichtet, die Niederschrift zu unterzeichnen. Ihm kommt dabei aber keine Beurkundungsfunktion zu, denn der Vorsitzende ist für den Text nicht verantwortlich, seine Funktion ist lediglich die Versammlungsleitung und die Feststellung darüber, welche Beschlüsse gefasst worden sind. Der Vorsteher ist deshalb unterzeichnungspflichtig, weil er Kenntnis von dem Text der Urkunde erhalten muss, seine Unterschrift bedeutet nach der Tradition der Geschäftsgepflogenheiten der Parlamente in Deutschland (Geschäftsordnung) nur ein schlichtes „Vidit“ (= frühere Bezeichnung für Ich habe es gesehen [und vom Inhalt Kenntnis genommen], abgekürzt auch Vt., Vdt.). Er kann – wie jeder kommunale Volksvertreter – den Schriftführer zwar auf seine (ggf. abweichende) Auffassung hinweisen, die Änderung des Protokolls kann er aber nicht erzwingen (dies kann nur die kommunale Volksvertretung per Plenar-Beschluss).
Die Unterzeichnungspflicht hat nichts damit zu tun, wer das Schriftstück erstellt (verfasst) hat. Dies ist üblicherweise die Aufgabe und Verantwortung des Schriftführers, und zwar von ihm allein, denn nur er ist für den Text verantwortlich, er ist die Urkundsperson (falls das Gesetz oder die Geschäftsordnung nicht andere Bestimmungen getroffen haben). Der gewählte Schriftführer ist in aller Regel auch der Stimmenzähler, nicht der Vorsitzende (falls die Geschäftsordnung dies nicht anderweitig geregelt hat). Der Inhalt der Niederschrift hat regelmäßig die wesentlichen Protokollbestandteile zu enthalten: Ort und Zeitpunkt der Sitzung, die beteiligten Personen und den Vorgang (nach den Kommunalverfassungsgesetzen: den wesentlichen Inhalt der Verhandlungen).

#### Disziplinarbefugnisse
Der Parlamentsvorsteher hat auch Disziplinarbefugnisse gegenüber einzelnen Volksvertretern. Die meisten Kommunalverfassungsgesetze verleihen ihm die Befugnis, Mitglieder der Vertretungskörperschaft wegen ungebührlichem oder wiederholt ordnungswidrigem Verhalten bis zu drei Sitzungstagen von der Sitzungsteilnahme auszuschließen.

### Vertretung in Streitigkeiten, auch Rechtsstreitigkeiten
Der Vorsitzende ist der gesetzliche Vertreter des Kollegialorgans, dem er vorsteht. Bei gerichtlichen und außergerichtlichen Verfahren vertritt er (nach der Gemeindeverfassung etlicher Länder) die Vertretungskörperschaft in den von ihr betriebenen oder gegen sie gerichteten Verfahren, wenn diese dafür nicht aus ihrer Mitte einen (oder mehrere) Beauftragte bestellt. Mildere Disziplinarmaßnahmen sind dadurch aber nicht ausgeschlossen (Ordnungsruf, Ermahnung o. ä.), solange sie der parlamentarischen Tradition entsprechen.

### Außendarstellung des Kollegialorgans
Bis zum letzten Drittel des 20. Jahrhunderts hatte der Parlamentsvorsteher lediglich die Aufgabe des Sitzungsleiters, die danach erlassenen gesetzlichen Bestimmungen betonten vermehrt seine Stellung als „erster Bürger seiner Kommune“ (diese Ehrenbezeichnung kam nach der preußischen Städteordnung von 1808 früher nur dem Stadtverordnetenvorsteher zu. Besondere Schwierigkeiten können in den kleinen Städten mit Magistratsverfassung durch das Amt des Stadtverordnetenvorstehers entstehen. Häufig beschränkt sich der Stadtverordnetenvorsteher nicht auf die ihm zustehende formelle Leitung der Geschäfte der Stadtverordnetenversammlung.). Der Vorsitzende repräsentiert die Vertretungskörperschaft (als Kollegialorgan) in der Öffentlichkeit. Obwohl diese Aufgabe von den jeweiligen örtlichen Vorstehern unterschiedlich gehandhabt wird, führt sie gewöhnlich zu einer Anzahl öffentlicher Auftritte, besonders bei öffentlichen Veranstaltungen der jeweiligen Gebietskörperschaft (Gemeinde, Kreis) und der örtlichen (z. B. kultur- und sportfördernden) Vereine und der in der Gefahrenabwehr und dem Rettungswesen und anderen sozial tätigen Organisationen.

#### Presse
Das Gesetz erwähnt eigens, dass der Vorsteher sich an die Einwohner wenden kann, um sie über das Wirken des Organs, dem er vorsteht (nicht sein eigenes Wirken), zu informieren. Ziel seiner Information ist die Förderung der Aufgaben des kommunalen Vertretungsorgans, seine Mittel (Methode) kann er frei wählen, wenn er nicht seine Unparteilichkeit (manchmal auch als Allparteilichkeit bezeichnet) und die ihm gebotene Gerechtigkeitsverpflichtung verletzt. Er kann sich insbesondere mündlich (durch Ansprachen, Pressegespräche, Reden u. a.) oder schriftlich (Presseerklärungen oder Druckwerke, Rundfunk- und Fernseh-Interviews, Internet u. a.) den Einwohnern mitteilen.

#### Einwohnerversammlung
Der Parlamentsvorsteher ist nicht verpflichtet Einwohnerversammlungen abzuhalten; die gesetzliche Formulierung kann räumt ihm ein Ermessen über das Ob und das Wie seiner Mittel ein. Für die Bekanntmachung wichtigerer Informationen geschieht dies jedoch meist durch eine Einwohnerversammlung. Sie ist im Gegensatz zur Bürgerversammlung für alle Einwohner offen, es dürfen also auch Nicht-Wahlberechtigte teilnehmen; da sie aber (zumindest in Sachsen) nicht-öffentlich ist, darf der Parlamentsvorsteher Andere nicht zur Teilnahme zulassen (z. B. Nicht-Sesshafte, Besucher aus anderen Gemeinden und auch Pressevertreter).

### Dignitäts- und Rechtswahrung – Leitbild
Die Parlamentsvorsteher wahren die Würde und die Rechte der kommunalen Volksvertretung. Diese Vorstellung richtet sich vor allem nach dem Leitbild, das die Allgemeinheit vom Verhalten des Amtsinhabers hat und insbesondere daran, mit welchem Verständnis er sein Amt nach außen darstellt und die Geschäftsordnung in der parlamentarischen Praxis handhabt. Weltweite Beachtung und Orientierung hat die Ausgestaltung der Rolle des Speakers des englischen/britischen House of Commons in den vergangenen 400 Jahren gehabt, insbesondere während krisen- oder konflikthafter Zeiten des Parlamentarismus. „Die Wurzeln der deutschen parlamentarischen Geschäftsordnungen werden regelmäßig in den Verfahrensregeln des britischen Parlamentes verortet… Von dort erhielt die französische Nationalversammlung (Assemblée nationale constituante) die richtungsweisenden Anregungen für die erste kontinental-europäische parlamentarische Geschäftsordnung… Der starke Einfluß des englischen Vorbildes ist wesentlich darauf zurückzuführen, dass Graf Mirabeau den britischen Juristen Jeremy Bentham veranlaßte, einen kleinen Abriß der Geschäftsordnung des britischen Unterhauses zu verfassen.“ Die Schrift wurde in fast alle europäischen Sprachen übersetzt, bald auch ins Deutsche wie auch die des ehemaligen US-Präsidenten Thomas Jefferson, die einen ausführlichen Vergleich zwischen dem englischen und dem US-amerikanischen Parlamentssystem enthält und Vorbilder für die Geschäftsordnungen der Kammern, der Parlamente der einzelnen Staaten im Deutschen Bund (1815–1866), waren.
In der Vorrede der Schrift Benthams wird das Ideal der damaligen Parlamentsarbeit und auch die Handlungsweise des Parlamentsvorstehers umschrieben:
- Die Freiheit aller Glieder sichern,
- die Minorität schützen,
- die Fragen, über die man berathschlagt,
  - gehörig ordnen, 
  - eine methodische Verhandlung erzielen,

und als letztes Resultat 
- zum treuen Ausspruch des allgemeinen Willens gelangen,
- endlich Beharrlichkeit in allen Unternehmungen:
dies sind nothwendige Bedingungen zur Erhaltung einer politischen Versammlung. Sie muß ununterbrochen gegen drei große Uebel sich zu verwahren suchen, die ihr drohen, solange sie existirt: „Uebereilung, Gewalt und Trug (fraude)“. Zwei große Feinde stehen beständig an ihren Thoren,
- die Oligarchie, wenn die kleine Zahl den Willen der Majorität beherrscht und
- die Anarchie, wenn jeder eifersüchtig auf seine eigene Unabhängigkeit der Bildung eines Gemeinwillens widerstrebt.

Umringt von so vielen Gefahren, was hat sie für Verteidigungsmittel? Kein anderes als ihr inneres System, das sie nur dann retten kann, wenn es beständig dem ganzen Corps die Nothwendigkeit der Mäßigung, des Nachdenkens und Beharrens auf[er]legt.
Bereits vor 1860 schrieben die Lehrbücher über den Speaker des britischen Unterhauses (inzwischen weltweit das Vorbild aller Parlamentsvorsteher): Im Allgemeinen ist das Amt des Sprechers im Unterhause ein sehr würdevolles und zugleich schwieriges. Er muss in und außer Hause stets bereit sein, Belehrungen zu erteilen, wird aber auch von ganzen Unterhause, dessen Würde er in seiner Person zusammenfaßt, stets mit großer Ehrerbietung behandelt, selbst und vor allem da, wo ein Einzelner gegen seine Aussprüche Einwendung zu erheben zu können glaubt. … Wenn er sich während der Verhandlungen zum Sprechen erhebt, so muss jedes andere Mitglied sogleich sich setzen und schweigen. Zur Popularisierung der Rolle des Speakers hat auch ein im Revolutionsjahr 1848 erschienener „Bestseller“ der englischen Geschichtsschreibung über die Glorreiche Revolution 1688/89, beigetragen, in dem der Autor (Thomas Babington Macaulay) besonders das souveräne und furchtlose Verhalten des Speakers gegenüber dem König (Jakob II. von England, englisch: James II) während der revolutionären Ereignisse vom Herbst 1688 bis Frühjahr 1689 als Vorbild für die Abgeordneten würdigt.
Das Vorbild des britischen Speakers wird in der späteren Literatur so dargestellt: Der Speaker erfüllt durch seine Vollmachten und sein unparteiisches Verhalten die Funktion, für eine zügige Debatte zu sorgen und zugleich der Opposition zu ihrem Recht zu verhelfen… (Iring Fetscher 1968).
Wenn diese Schilderungen auch lediglich den Parlamentspräsidenten sog. echter Parlamente (Parlamente von Staaten) betreffen, hat das Vorbild doch bei der Gesetzgebung der entsprechenden Bestimmungen in den Kommunalverfassungsgesetzen eine große Rolle gespielt.

### Organleihe: Wahrnehmung „fremder“ Angelegenheiten

#### Zusammenstellung von Anzeigen der Gemeindevertreter über mögliche Interessenkollision auf Grund von anderen Tätigkeiten
Die Mitglieder eines Organs der Gemeinde sind verpflichtet, ihre Mitgliedschaft oder entgeltliche oder ehrenamtliche Tätigkeit in einer Körperschaft, Anstalt, Stiftung, Gesellschaft, Genossenschaft oder in einem Verband einmal jährlich dem Vorsteher der Volksvertretung, der sie angehören, anzuzeigen. Dieser hat die gesammelten Anzeigen (in den Kommunalverfassungen unterschiedlich geregelt: meistens jedoch) dem Vorsitzenden des Finanzausschusses zuzuleiten.

#### Bürgerversammlung
Der Teilnehmerkreis der Bürgerversammlung ist auf die Bürger (also nur die, die in der Gemeinde wahlberechtigt sind) beschränkt. Zum Abhalten der Bürgerversammlung mindestens einmal im Jahr ist der Parlamentsvorsteher z. B. in Hessen quasi verpflichtet, denn in der gesetzlichen Vorschrift ist die Formulierung soll enthalten. Das bedeutet im verwaltungsjuristischen Jargon üblicherweise ein muss, wenn nicht erhebliche sachliche Gründe gegen eine Einberufung der Versammlung sprechen. Die Verhandlungsgegenstände der Versammlung sind auf wichtige Angelegenheiten der Gemeinde beschränkt. Im Gegensatz zur Einwohnerversammlung können an den Bürgerversammlungen nur Bürger (also wahlberechtigte Einwohner) teilnehmen; Einwohner, die nicht wahlberechtigt sind, können vom Vorsitzenden jedoch als Zuhörer zugelassen werden.
Der Ablauf der Bürgerversammlung ist ähnlich wie die Sitzung der Gemeindevertretung zu gestalten: Einladung, Verhandlungsgegenstände, Teilnahme und jederzeitiges Rederecht des dazu befugten Vertreters des Ausführungsorgans (in Hessen: Gemeindevorstand), Hausrecht u. a.). Nach der hessischen Regelung können sogar Berater hinzugezogen und Sachverständige gehört werden.